# Malakai Fekitoa
Malakai Fonokalafi Fekitoa (nacido en Ha'apai el 10 de mayo de 1992) es un jugador de rugby neozelandés-tongano que juega de centro para el Benetton Treviso de la United Rugby Championship. Desde 2022 juega para la selección de Tonga, aunque jugó entre 2014 y 2017 para los All Blacks.

## Carrera

### Clubes
Fekitoa nació en Ha'apai, Tonga. En 2009, durante una visita a Nueva Zelanda, se ganó una beca escolar e ingresó en el Wesley College.
Hizo su debut para Auckland en la ITM Cup en 2012, haciendo 12 apariciones y marcando tres ensayos, y firmó con los Blues para la temporada 2013. Sin embargo, sólo hizo una aparición en 2013 con los Blues contra Francia,[cita requerida] y firmó con los Highlanders para la temporada de Super Rugby 2014.

### Internacional
Fekitoa fue seleccionado como novato en el equipo de los All Blacks para la gira por Inglaterra en junio de 2014, habiendo demostrado interés por el entrenador Steve Hansen durante la temporada de Super Rugby. Hizo su debut con la selección absoluta como suplente en el primer test de esa serie, contra Inglaterra en Auckland el 7 de junio de 2014, una victoria neozelandesa 15-20. Cuando el centro titular Conrad Smith se lesionó en el tercer y último partido de la serie, Fekitoa se trasladó al XV titular. Su actuación le valió elogios, con el Herald on Sunday diciendo que "el entrenador de los All Blacks ha encontrado la solución más elegante para sustituir a Conrad Smith, uno que supone una amenaza de ataque mayor que el centro veterano".
Fekitoa fue seleccionado de nuevo en 2014 para el equipo neozelandés del Rugby Championship. Originalmente era un suplente para el primer test contra Australia, sin embargo, con Conrad Smith y su esposa esperando un hijo, Fekitoa fue llamado para el XV titular.
Seleccionado por su país para la Copa Mundial de Rugby de 2015, en el partido contra Namibia, que terminó con victoria neozelandesa 58-14, Fekitoa anotó un ensayo. En el partido contra Georgia, que terminó con victoria neozelandesa 10-43, Malakai Fekitoa logró uno de los siete ensayos de su selección. En 2017 se une al Toulon francés
A pesar de haber jugado con los All Blacks entre 2014 y 2017 un total de 24 caps y 40 puntos, en 2022 debutó con Tonga.

## Palmarés

### En clubes
- Super Rugby: 2015
- United Rugby Championship: 2022-23 con Munster.

### En la selección nacional (Nueva Zelanda)
- Rugby Championship: 2014 y 2016
- Copa del Mundo de Rugby de 2015